# SSV Heiligenwald
Der SSV Heiligenwald ist ein deutscher Sportverein aus Schiffweiler im Saarland. Er wurde 1977 gegründet. Besondere Erfolge errang der Verein im Badminton. Des Weiteren werden Gymnastik mit Turnen und Aerobic sowie Nordic Walking und Freizeit-Biking angeboten.

## Geschichte
Nach der Gründung im Jahre 1977 dauerte es nur bis 1985, ehe erste Medaillen im Badminton auf nationaler Ebene errungen wurden. Mit dem Aufstieg in die erste Bundesliga 1989 begann eine neun Jahre währende Erfolgsgeschichte, die ihren Höhepunkt im Gewinn der deutschen Mannschaftsmeisterschaft 1996 fand. Zahlreiche weitere Medaillen wurden in den Einzeldisziplinen errungen, darunter auch sechs deutsche Meistertitel. 1998 zog sich der Verein aus wirtschaftlichen Gründen nach neunjähriger Zugehörigkeit aus der 1. Bundesliga zurück.

## Erfolge im Badminton
| Saison    | Veranstaltung                     | Disziplin    | Platz | Name |
| --------- | --------------------------------- | ------------ | ----- | --- |
| 1989/1990 | Deutsche Einzelmeisterschaft      | Herrendoppel | 3     | Harald Klauer / Volker Renzelmann (SSV Heiligenwald / TTC Brauweiler)                                                                                        |
| 1990/1991 | Deutsche Einzelmeisterschaft      | Damendoppel  | 3     | Karen Stechmann / Kerstin Weinbörner (Stade / SSV Heiligenwald)                                                                                              |
| 1990/1991 | Deutsche Einzelmeisterschaft      | Herrendoppel | 3     | Martin Kranitz / Franz-Josef Müller (SSV Heiligenwald) |
| 1991/1992 | Deutsche Mannschaftsmeisterschaft | Mannschaft   | 3     | SSV Heiligenwald |
| 1992/1993 | Deutsche Mannschaftsmeisterschaft | Mannschaft   | 3     | SSV Heiligenwald |
| 1992/1993 | Deutsche Einzelmeisterschaft      | Damendoppel  | 1     | Nicole Grether / Sandra Beißel (SSV Heiligenwald / TTC Brauweiler)                                                                                           |
| 1992/1993 | Deutsche Einzelmeisterschaft      | Herreneinzel | 3     | Thomas Berger (SSV Heiligenwald) |
| 1992/1993 | Deutsche Einzelmeisterschaft      | Herrendoppel | 3     | Robert Neumann / Thomas Berger (FC Langenfeld / SSV Heiligenwald)                                                                                            |
| 1992/1993 | Deutsche Einzelmeisterschaft      | Herrendoppel | 3     | Martin Kranitz / Franz-Josef Müller (SSV Heiligenwald / BC Eintracht Südring Berlin)                                                                         |
| 1993/1994 | Deutsche Einzelmeisterschaft      | Damendoppel  | 3     | Sandra Beißel / Nicole Grether (TTC Brauweiler / SSV Heiligenwald)                                                                                           |
| 1993/1994 | Deutsche Einzelmeisterschaft      | Herrendoppel | 3     | Thomas Berger / Björn Siegemund (SSV Heiligenwald / TTC Brauweiler)                                                                                          |
| 1993/1994 | Deutsche Einzelmeisterschaft      | Dameneinzel  | 3     | Nicole Grether (SSV Heiligenwald) |
| 1994/1995 | Deutsche Einzelmeisterschaft      | Mixed        | 1     | Michael Keck / Karen Stechmann (SSV Heiligenwald / FC Langenfeld)                                                                                            |
| 1994/1995 | Deutsche Einzelmeisterschaft      | Herreneinzel | 3     | Thomas Berger (SSV Heiligenwald) |
| 1994/1995 | Deutsche Einzelmeisterschaft      | Herrendoppel | 3     | Volker Eiber / Thomas Berger (SC Bayer 05 Uerdingen / SSV Heiligenwald)                                                                                      |
| 1994/1995 | Deutsche Einzelmeisterschaft      | Herrendoppel | 1     | Michael Helber / Michael Keck (SV Fortuna Regensburg / SSV Heiligenwald)                                                                                     |
| 1994/1995 | Deutsche Einzelmeisterschaft      | Damendoppel  | 2     | Sandra Beißel / Nicole Grether (TTC Brauweiler / SSV Heiligenwald)                                                                                           |
| 1994/1995 | Deutsche Mannschaftsmeisterschaft | Mannschaft   | 2     | SSV Heiligenwald |
| 1995/1996 | Deutsche Einzelmeisterschaft      | Dameneinzel  | 3     | Nicole Grether (SSV Heiligenwald) |
| 1995/1996 | Deutsche Einzelmeisterschaft      | Herrendoppel | 3     | Martin Kranitz / Franz-Josef Müller (SSV Heiligenwald / OSC Düsseldorf)                                                                                      |
| 1995/1996 | Deutsche Einzelmeisterschaft      | Damendoppel  | 3     | Sandra Beißel / Nicole Grether (SC Bayer 05 Uerdingen / SSV Heiligenwald)                                                                                    |
| 1995/1996 | Deutsche Mannschaftsmeisterschaft | Mannschaft   | 1     | SSV Heiligenwald (Hermawan Susanto, Martin Lundgaard Hansen, Martin Kranitz, Thomas Berger, Erica van den Heuvel, Dirk Wagner, Michael Keck, Nicole Grether) |
| 1995/1996 | Deutsche Einzelmeisterschaft      | Mixed        | 1     | Michael Keck / Karen Stechmann (SSV Heiligenwald / FC Langenfeld)                                                                                            |
| 1995/1996 | Deutsche Einzelmeisterschaft      | Herrendoppel | 1     | Michael Helber / Michael Keck (SV Fortuna Regensburg / SSV Heiligenwald)                                                                                     |
| 1996/1997 | Deutsche Einzelmeisterschaft      | Herreneinzel | 3     | Björn Decker (SSV Heiligenwald) |
| 1996/1997 | Deutsche Einzelmeisterschaft      | Herrendoppel | 3     | Martin Kranitz / Franz-Josef Müller (SSV Heiligenwald / TuS Wiebelskirchen)                                                                                  |
| 1996/1997 | Deutsche Einzelmeisterschaft      | Herrendoppel | 3     | Michael Keck / Christian Mohr (SSV Heiligenwald / FC Langenfeld)                                                                                             |
| 1996/1997 | Deutsche Einzelmeisterschaft      | Mixed        | 3     | Michael Keck / Karen Stechmann (SSV Heiligenwald / FC Langenfeld)                                                                                            |
| 1996/1997 | Deutsche Einzelmeisterschaft      | Damendoppel  | 3     | Viola Rathgeber / Anika Sietz (SSV Heiligenwald / BV Gifhorn)                                                                                                |
| 1997/1998 | Deutsche Einzelmeisterschaft      | Herrendoppel | 2     | Michael Keck / Christian Mohr (SSV Heiligenwald / FC Langenfeld)                                                                                             |
| 1997/1998 | Deutsche Einzelmeisterschaft      | Dameneinzel  | 1     | Katja Michalowsky (SSV Heiligenwald) |
| 1997/1998 | Deutsche Einzelmeisterschaft      | Mixed        | 3     | Michael Keck / Sandra Mirtsching (SSV Heiligenwald / SG Anspach)                                                                                             |